# Falcko-neuburské vévodství
Falcko-neuburské vévodství (německy Herzogtum Pfalz-Neuburg) byl stát Svaté říše římské v období 16. až 19. století. Nacházel se v Bavorskému říšskému kraji (dnešní spolková země Bavorsko) s územím severně od Dunaje o rozloze okolo 2 750 km². Hlavním městem byl Neuburg an der Donau. Vévodství vládla větev dynastie Wittelsbachů, vzniklo po Kolínském verdiktu (Kölner Spruch) roku 1505 jako výsledek války o landshutské dědictví (1503–1505).

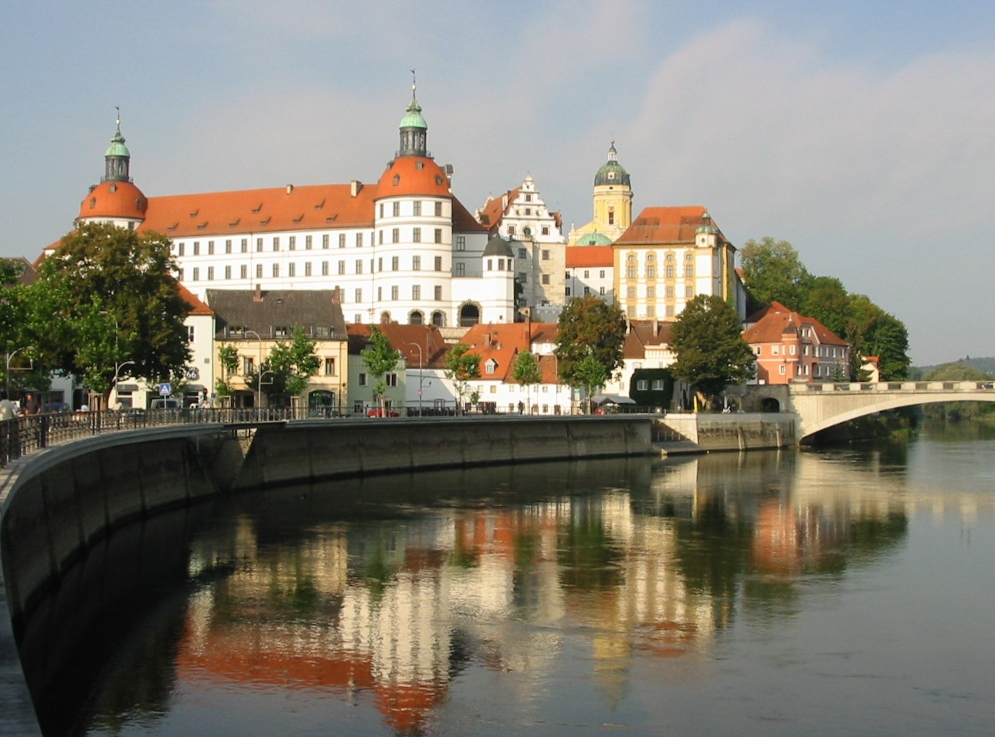
Zámek Neuburg

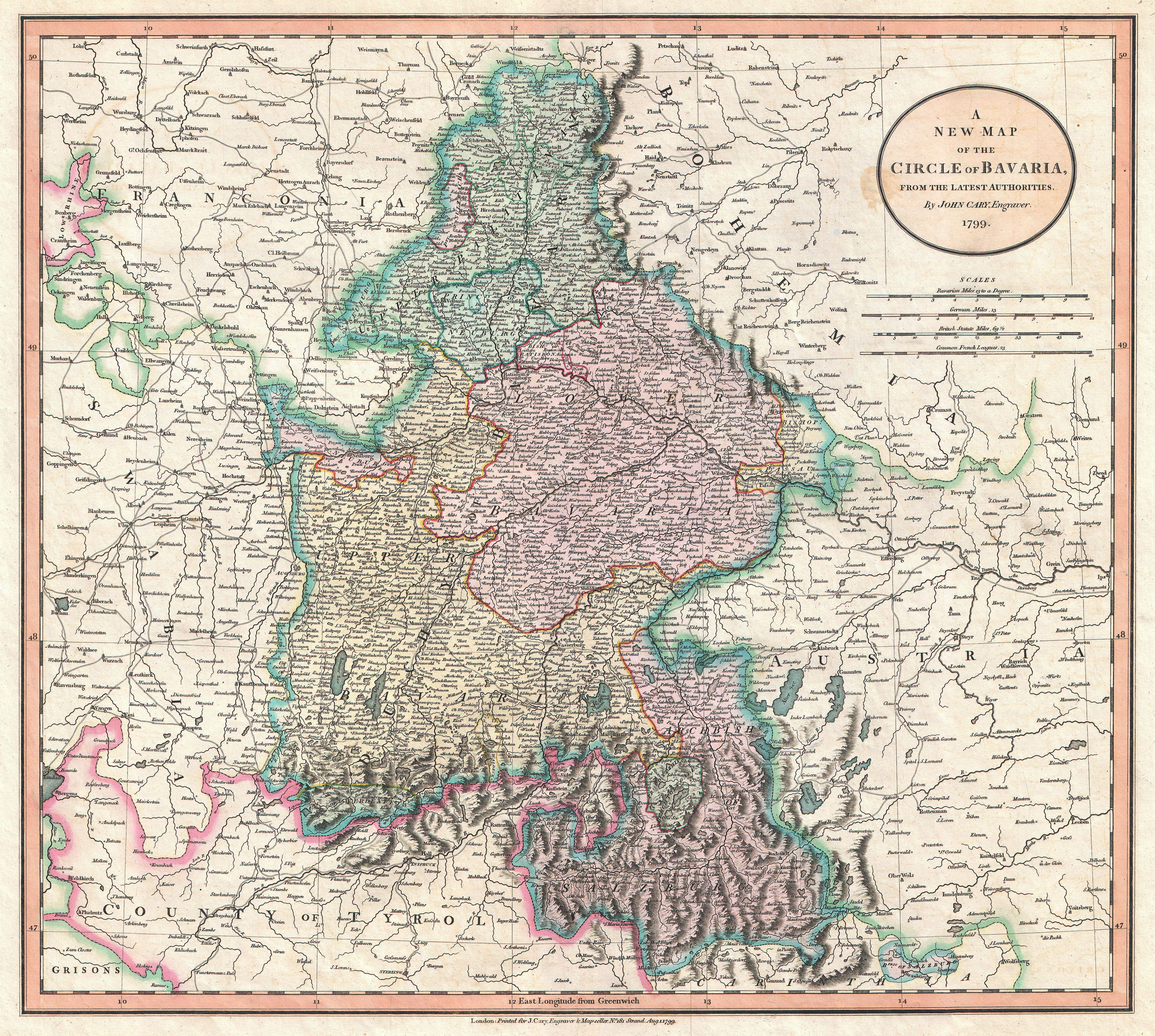
Mapa Bavorského kraje (1799) s Falcko-neuburským vévodstvím (růžově)

Roku 1608 se vévodství připojilo k Protestantské unii. Dne 26. června 1800 proběhla na jeho území válečný střet mezi silami Francie a Habsburků. Neuburg obsadili Francouzi a generál Ney si ve zdejším zámku zřídil hlavní sídlo. 
Falcko-neuburské vévodství bylo zrušeno roku 1808, území připojeno k Bavorskému království, v roce 1837 byla země při dělení Bavorska připojena k Švábsku a v sedmdesátých letech se stala součástí Horního Bavorska.